# Romesh Ranganathan
Jonathan Romesh Ranganathan (Crawley, 27 de março de 1978) é um ator e comediante inglês.